# Cathy Leung
Cathy Yu-Yan Leung (n. 9 de julio de 1985) es una cantante catapop y presentadora de televisión hongkonesa.

## Carrera
Apenas graduada de la escuela secundaria, Leung fue descubierto por la empresa "Boombeat Music" en el 2004, por su talento en el canto. Después de registrarse y convertirse en una cantante oficial, su mánager y familiares le aconsejaron completar sus estudios universitarios antes de decidir en continuar su carrera en la música. Mientras tanto, la empresa le organizó para participar en grandes eventos, principalmente con otros grandes cantantes de la compañía como Ella Koon. Durante ese tiempo ella grabaron sus dos primeras canciones. En el 2006, Leung decidió parar todas sus actividades musicales y concentrarse totalmente en su educación. Sin embargo la participación en eventos públicos, logró ganar un monto efectivo por sus presentaciones. Al final del año, fue invitada para acoger un espectáculo llamado "Boom Sanctuary", a cargo de Kay Tse, debido a su embarazo. Terminada su licenciatura en la universidad, Leung se convirtió oficialmente en una cantante profesional, uniéndose a la "New Singer's cohort" en el 2007. En el mes de julio, interpretó su primera canción oficial debut titulada "Why, Why" siendo todo un éxito. El 9 de septiembre lanzó su primer álbum titulado "Under the Sun".
Sin embargo, a pesar de su popularidad inicial, Leung fue abandonada por su compañía de entretenimiento y le obligó a volver a una vida normal.

## Premios

### 2004-2006
- TVB 2005 - "DIVA Most Harmonic Piece"
- The 18th "<<CASH>> Cantopop Singer/Lyricist Award" - Award Piece: Two Seater

### 2007
- TVB 2007 "Beautiful Pink Lady"

### 2008
- Metro Hit Radio - "New best singer 2007-Bronze"
- Road Show ultimate singers 2007 - "Ultimate New Singer 2007"